# 1347 Patria
1347 Patria è un asteroide della fascia principale del diametro medio di circa 32,4 km. Scoperto nel 1931, presenta un'orbita caratterizzata da un semiasse maggiore pari a 2,5706113 UA e da un'eccentricità di 0,0688476, inclinata di 11,87348° rispetto all'eclittica.
Il nome si riferisce al vocabolo della lingua latina Patria ("la terra dei padri"), che esprime il concetto di nazione e paese.